# Pegao (canción)
«Pegao» es el segundo sencillo del álbum de estudio de Wisin & Yandel Los Vaqueros. La canción es interpretada por el dúo mencionado publicado el 9 de octubre de 2006. No se debe confundir con la famosa composición instrumental para guitarra clásica por José Feliciano editada por su LP éxito "Fireworks" en 1970 y reinterpretada por muchos músicos, incluido Tommy Emmanuel.

## Canción
Se realizaron tres remixes oficiales de la canción: uno con el cantante Zodiac, Yomille Omar el tío y otro con el cantante de reggae Elephant Man. El remix con Yomille Omar El Tío fue incluido en la edición especial de este álbum llamado, Pa'l Mundo First Classic Delivery, y el remix con Elephant Man, fue incluido en el álbum Los Vaqueros: Wild Wild Mixes, como Bonus.

## Video musical
El videoclip muestra al dúo en un lugar con muchas mujeres con poca ropa, bailando y moviéndose mientras ellos, sentados en un sofá, interpretan la canción. El vídeo aparece en el DVD de "Pa'l Mundo Deluxe Edition"

## Posicionamiento
| Listas (2006)        | Posición |
| -------------------- | -------- |
| Hot Latin Tracks     | 10       |
| Latin Rhythm Airplay | 2        |
| Tropical Airplay     | 1        |
| Chile Singles Chart  | 51       |